# 236
Năm 236 là một năm trong lịch Julius. 